# Franz Seraph Kifinger
Franz Seraph Kifinger (* 5. September 1802 in Weidenbach; † 22. November 1864 in München) war ein deutscher römisch-katholischer Pfarrer, Lehrer, Schriftsteller und Politiker.

## Leben und Wirken
Franz Seraph Kifinger studierte nach dem Gymnasialabschluss 1824 am (heutigen) Wilhelmsgymnasium München an der Universität München Theologie und wurde 1828 zum Priester geweiht.
Im Dezember 1829 wurde Kifinger als Lehrer der I. Vorbereitungsklasse an der Königlichen Katholische Studien-Anstalt bei St. Stephan in Augsburg angestellt. 1835 wurde er an dieser Institution Oberlehrer der Lateinischen Schule. Später war er als Pfarrer in Oberbergkirchen tätig. Neben seiner Funktion als Landtagsabgeordneter war er Ersatzmann im kgl. Kreisscholarchat für Oberbayern. Ab März 1857 leitete er als Officiator der Anstalt und freiresignirter Pfarrer die Schulgottesdienste am Maximiliansgymnasium München in der Nachfolge des Priesters Karl Arnold. Von 1860 bis 1864 war er Professor für Religions- und Sittenlehre am Königlichen Kadetten-Corps.
Er verfasste als Schriftsteller lehrreiche Erzählungen. Außerdem verfasste er zwei Lesebücher für den Lateinunterricht und ein vielfach aufgelegtes Übungsbuch zum Lesen von Handschriften für Schüler.
Kifinger gehörte von 1855 bis 1858 der Kammer der Abgeordneten des Bayerischen Landtags an.

## Bildnis
- F. Knauber: Lithografie 1856; Abbildung: Bavariathek (online).

## Werke
- Deutsch-lateinisches und Lateinisch-deutsches Lesebuch zur Einübung der Formenlehre nach C. G. Zumpt’s Grammatik. Rieger, Augsburg 1832 (Digitalisat).
- mit J. G. Stettner: Lesebuch zum Uebersetzen aus dem Deutschen ins Lateinische. Nach Sebastian Mutzl’s Schulgrammatik. Für die zweite und dritte Vorbereitungsklasse. Bd. 2. Rieger, Augsburg 1833.
- Uebungen zum Lesen verschiedener Handschriften für die deutschen Schulen. Hickl, Schrobenhausen [1836]; 5. Auflage: Prechter, Neuburg an der Donau 1838; 6. Auflage 1838 (Digitalisat); 40. Auflage 1856.
- Lehrreiche Erzählungen. Prechter, Neuburg an der Donau.
  - Bd. 1: Der Kampf für die Unschuld. 1838 (Digitalisat); 2., verbesserte und vermehrte Auflage 1844 (Digitalisat).
  - Bd. 2: Balduin oder die Roßdecke. 1839 (Digitalisat).
  - Bd. 3: Der Onkel aus Amerika oder der getäuschte Erbe. 1840 (Digitalisat).
  - Bd. 4: Norbert, der Invalide. 1847 (Digitalisat).